# Kolboda
Kolboda is een plaats in de gemeente Kalmar in het landschap Småland en de provincie Kalmar län in Zweden. De plaats heeft 96 inwoners (2005) en een oppervlakte van 35 hectare. De plaats ligt aan een kleine baai van de Kalmarsund, een deel van de Oostzee. In deze baai liggen verschillende kleine onbewoonde eilanden. Er zijn onder andere een (buiten)zwembad en een camping in de plaats te vinden.